# 登幽州台歌

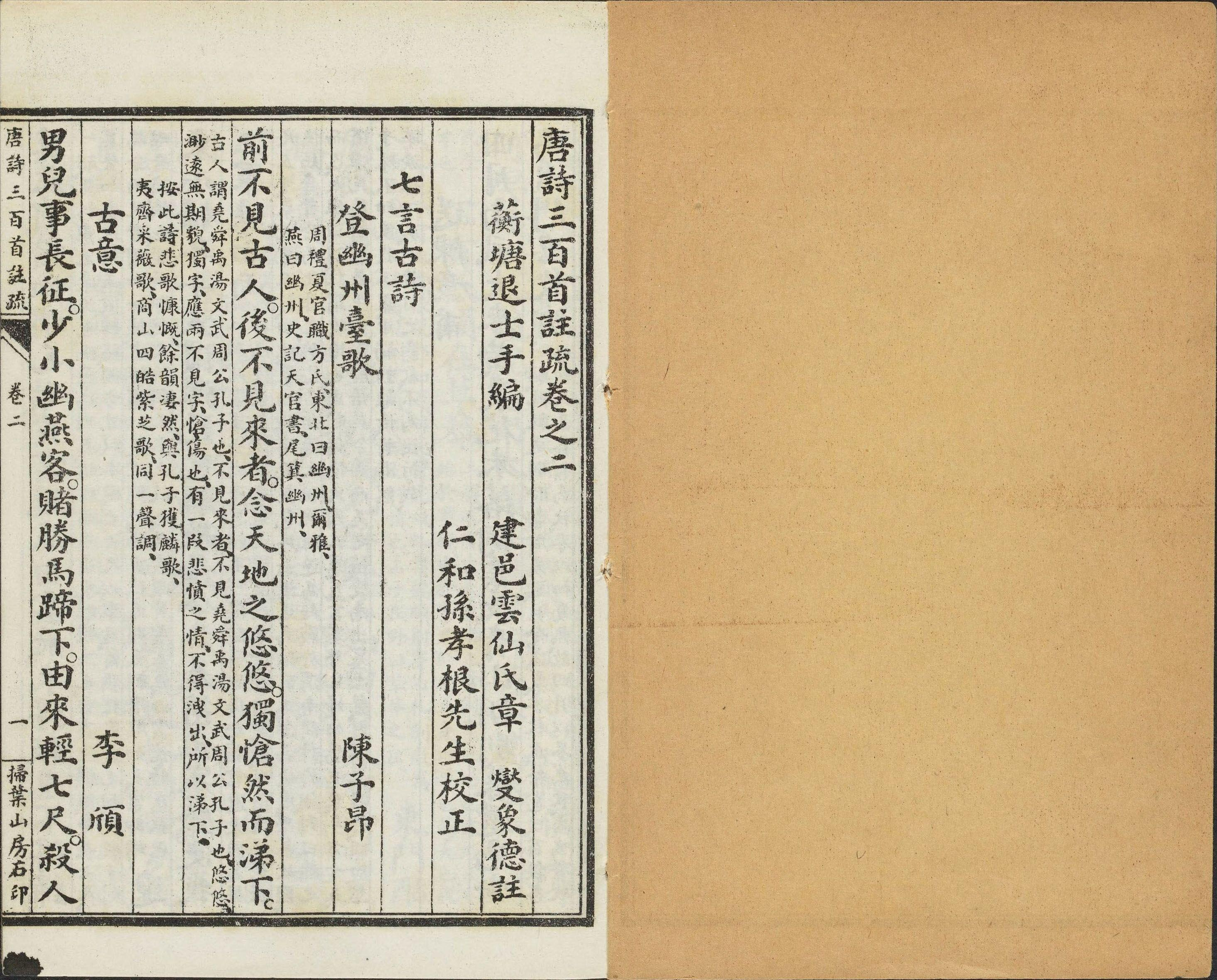
《唐诗三百首注疏》中的《登幽州台歌》，民国二十年上海扫叶山房石印本

《登幽州台歌》是中國唐代詩人陈子昂所作的著名詩歌，體裁屬古體詩。

## 內容
登幽州臺歌 唐 陳子昂 
前不見古人，
後不見來者。
念天地之悠悠，
獨愴然而涕下。

## 翻譯
往前不見古代招賢的聖君，
向後不見後世求才的明君。
只有那蒼茫天地悠悠無限，
止不住滿懷悲傷熱淚紛紛。

## 赏析
1.《登幽州臺歌》這首短詩，深刻地表現了詩人懷才不遇、寂寞無奈的情緒。語言蒼勁奔放，富有感染力，成爲歷來傳誦的名篇。
2.“前不見古人，後不見來者。”這裏的古人是指古代那些能夠禮賢下士的賢明君主。《薊丘覽古贈盧居士藏用》與《登幽州臺歌》是同時之作，其內容可資參證。《薊丘覽古贈盧居士藏用》七首，對戰國時代燕昭王禮遇樂毅、郭隗，燕太子丹禮遇田光等歷史事蹟，表示無限欽慕。但是，像燕昭王那樣前代的賢君既不復可見，後來的賢明之主也來不及見到，自己真是生不逢時
3.當登臺遠眺時，只見茫茫宇宙，天長地久，不禁感到孤單寂寞，悲從中來，愴然流淚了。因此以“山河依舊，人物不同”來抒發自己的情緒...

## 名家点评
- 楊慎《升庵詩話》：其辭簡質，有漢魏之風。[2]
- 黃周星《唐詩快》：胸中自有萬古，眼底更無一人。古今詩人多矣，從未有道及此者。此二十二字，真可以泣鬼。[2]
- 宋長白《柳亭詩話》：阮步兵登廣武城，嘆曰：「時無英雄，遂使豎子成名。」眼界胸襟，令人捉摸不定。陳拾遺會得此意，《登幽州台》曰：「前不見古人，後不見來者。念天地之悠悠，獨愴然而涕下」，假令陳、阮邂逅路歧，不知是哭是笑。[2]